# Contea di Union (Tennessee)
La contea di Union in inglese Union County è una contea dello Stato del Tennessee, negli Stati Uniti. La popolazione al censimento del 2000 era di 17 808 abitanti. Il capoluogo di contea è Maynardville.